# Пулядкаф

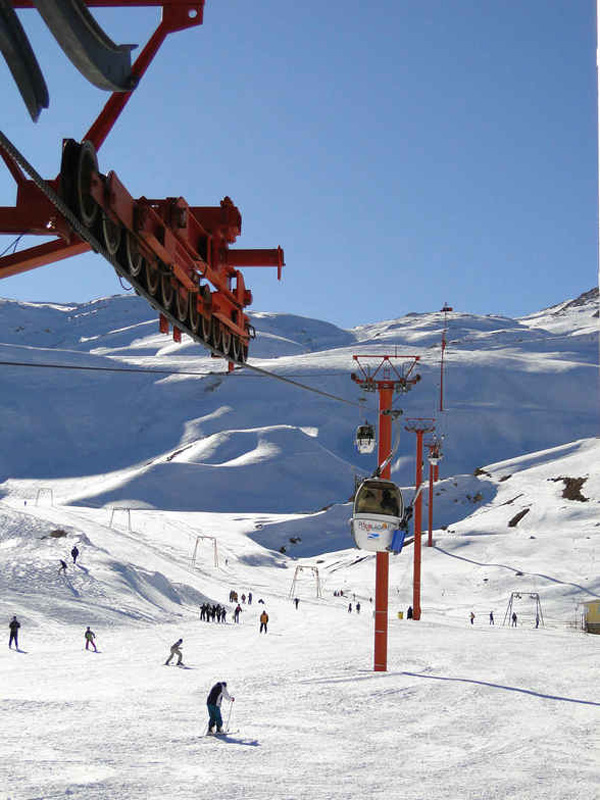
Горнолыжный курорт Пулядкаф

Пулядкаф (перс. پولادکف‎) — горнолыжный курорт в Иране. Расположен в 88 километрах к северу от иранского города Шираза на 15 километре шоссе Сепидан в сторону водопада Маргун.
На горнолыжном курорте Пулядкаф расположен четырёхзвёздочный отель, четыре ресторана, фуникулёр на 2 километра и 2 подъёмника для лыжников на 1600 метров.
Вблизи данного горнолыжного курорта находится курорт поменьше, известный как горнолыжный курорт Сепидан.
Обильное выпадение снега в зимнее время года — одно из достопримечательностей провинции Фарс для иранцев, которые редко видят снег на большей территории страны.
Курортный комплекс пользуется наибольшей популярностью зимой и обладает особым положением, учитывая его расположенность на пути к водопаду Маргун.
Комплекс Пулядкаф считается вторым международным горнолыжным комплексом в стране.

## Развитие и обустройство комплекса
Развитием и обустройством курорта занимается промышленное объединение «Пулядкаф», основанное в 1979 году и занимающееся производством стальной арматуры. В целях обеспечения качественных услуг потребителям это промышленное объединение создало на курорте спортивно-развлекательный комплекс. В частности, благодаря ему на юге Ирана появился первый фуникулёр, он же — единственный фуникулер, сооруженный за последние 40 лет для зимнего спорта. В горы привезли оборудование для прокладки лыжни и даже организовали школу, в задачи которой входит обучение катанию на лыжах. В результате сложились очень хорошие условия, чтобы практиковать зимние виды спорта. Спортивная площадка располагает самыми разнообразными видами развлечений, в том числе машины-сегвеи, вездеходы, снегоходы, катание на лошадях, на велосипеде, плавание на лодках, бильярд, прогулка в коляске, запряженной лошадью. Имеется и трасса для картинга. Благодаря всему этому туристы, как местные, так и иностранные, проявляют к комплексу очень большой интерес.

## Галерея

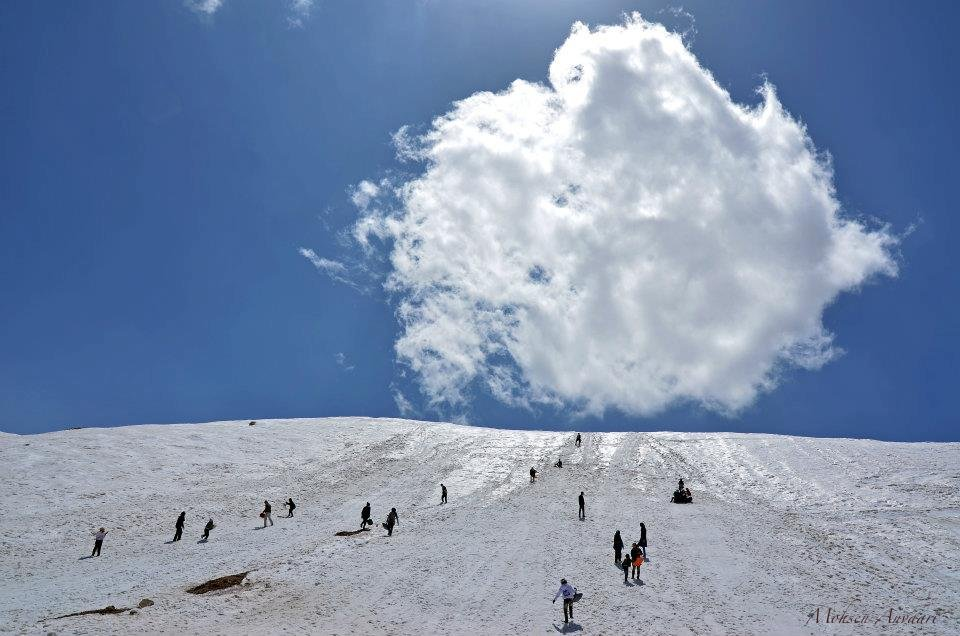
Люди, скользящие по снегу в Пулядкаф
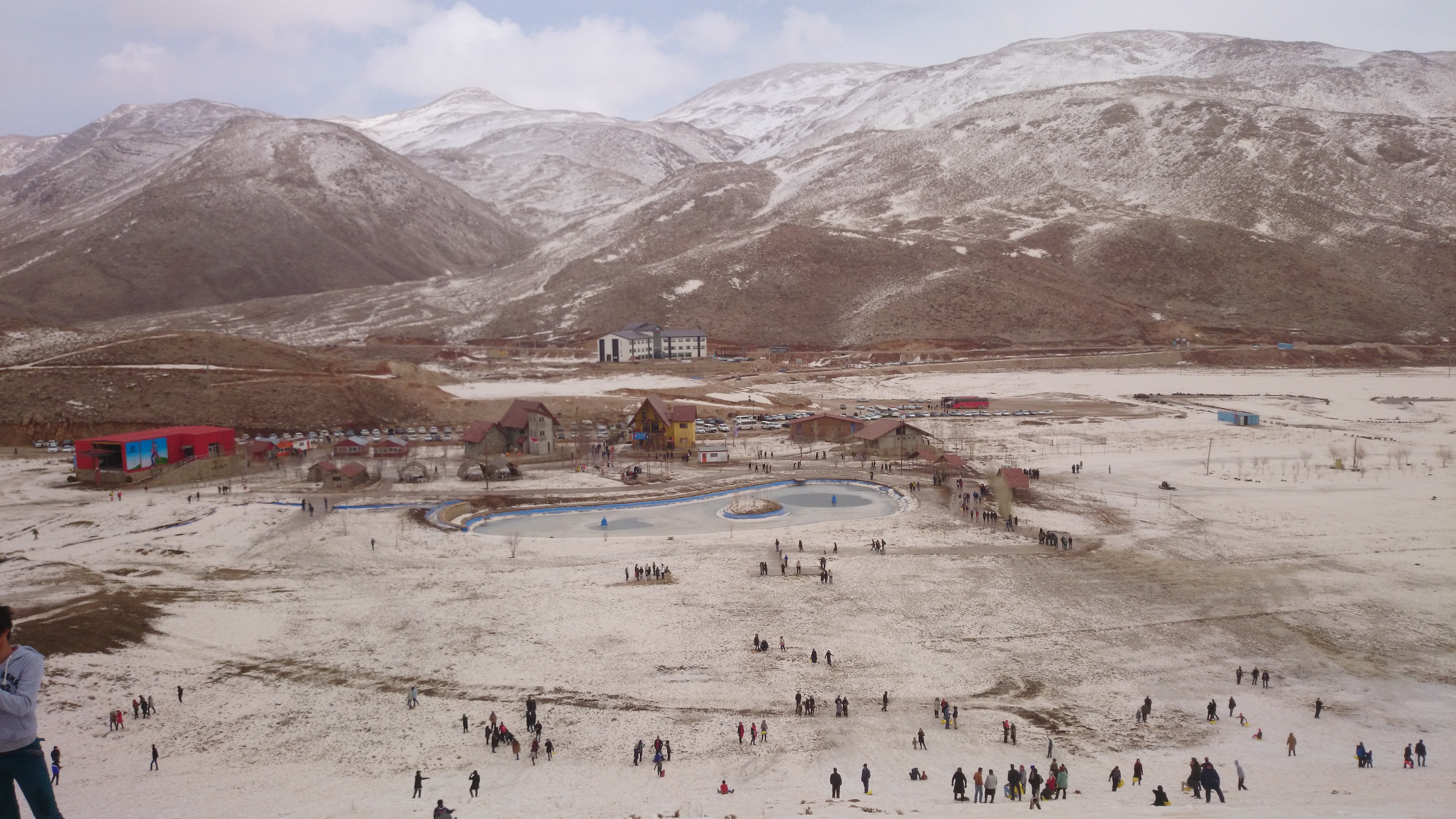
Вид на курорт